# Кафађо (Арецо)
Кафађо је насеље у Италији у округу Арецо, региону Тоскана.
Према процени из 2011. у насељу је живело 35 становника. Насеље се налази на надморској висини од 272 м.